# Casimir Reuterskiöld (1770–1848)
Casimir Reuterskiöld, född 20 oktober 1770 på Hässlinge i Österhaninge socken, död 4 oktober 1848 i Stockholm, var en svensk militär.

## Biografi
Casimir Reuterskiöld var son till ryttmästaren Axel Didrik Lagersparre, senare Reuterskiöld. Han blev löjtnant vid Änkedrottningens livregemente 1786, major i armén 1804 samt överstelöjtnant och överadjutant hos kungen 1809. Han utnämndes till överste och chef för Älvsborgs regemente 1810, till generaladjutant 1814 och till generalmajor och chef för sjunde infanteribrigaden 1816 samt var tillförordnad guvernör vid Krigsakademien på Karlberg 1820–1821 och blev åter chef för Älvsborgs regemente 1834. År 1836 blev han generallöjtnant och 1837 generalbefälhavare i tredje militärdistriktet. Han tog avsked ur krigstjänsten 1840. 
Reuterskiöld deltog med finska gardet i Gustav III:s ryska krig och förvärvade under kriget ett anseende som skicklig exercisman med utpräglat sinne för disciplin. Under Finska kriget tjänstgjorde Reuterskiöld som överadjutant vid kustarmén och deltog i expeditionen till Västerbotten samt i striderna vid Sävar och Ratan. 1813 avgick han med sitt regemente till Pommern och bevistade som chef för fjärde infanteribrigaden de strider, där svenska hären deltog. Under fälttåget i Norge 1814 förde han befäl. Reuterskiöld var redan som ung intresserad av krigsvetenskaplig bildning, och brukade under sin tjänstetid i Borgå 1803–1805 samla sina kamrater för gemensamma studier. Under sin tid som guvernör för Krigsakademien lade han första grunden till förbättringar i undervisningen. Reuterskiöld intresserade sig även för militär förvaltning och sjukvård; han blev 1810 medlem av kommittén för förbättrad läkarvård i Sverige. Han blev 1816 hedersledamot av Krigsvetenskapsakademien.